# Türkische Geschichtsthese
Die türkische Geschichtsthese (türkisch Türk Tarih Tezi) war eine von Mustafa Kemal Atatürk in den 1930er Jahren unterstützte pseudowissenschaftliche Geschichtsauffassung, die eine frühe Einwanderung turkstämmiger Völker nach Kleinasien postulierte. Demnach sollen die Hochkulturen der Hethiter und Sumerer von Turkvölkern geschaffen worden bzw. die genannten antiken Völker türkischer Abstammung gewesen sein. Die staatlich implementierte Geschichtsthese diente dem Prozess der Bildung eines türkischen Nationalvolks und war bis zu Atatürks Tod ein Grundpfeiler der offiziellen Geschichtsschreibung. Die Türkische Geschichtsthese sollte als Antithese zur europäisch-westlichen Geschichtsthese dienen. Im Zuge der staatlichen Forcierung und Förderung der These wurde ein großer Wert auf die Archäologie, die in diesen Jahren weiterentwickelt wurde, gelegt.
Bedingt durch den Wunsch, den Türken den Ruhm eines alten Kulturvolkes zu sichern, ließ Atatürk Vermutungen europäischer Wissenschaftler aufgreifen, die eine Verwandtschaft des Sumerischen mit dem Türkischen für möglich hielten. Später förderten Ausgrabungen des deutschen Gelehrten Hugo Winckler in Boğazkale Denkmäler der Hethiter zutage. Auch hier kam der Gedanke auf, Türken hätten Baudenkmäler geschaffen, die später von einer indogermanischen Herrenschicht übernommen worden seien.
Die Geschichtsthese versuchte zu belegen, dass Anatolien seit jeher türkisch war, um ein natürliches und historisches Anrecht der Türken auf Anatolien, insbesondere gegenüber anderen Völkern wie den Griechen und Armeniern zu begründen. Anfangs wurden auch die Hethiter als Türken angesehen, doch mit der Klassifizierung der hethitischen Sprache als indoeuropäisch wurde die bisherige Einordnung widerlegt.